# Gestion des risques de la chaîne logistique

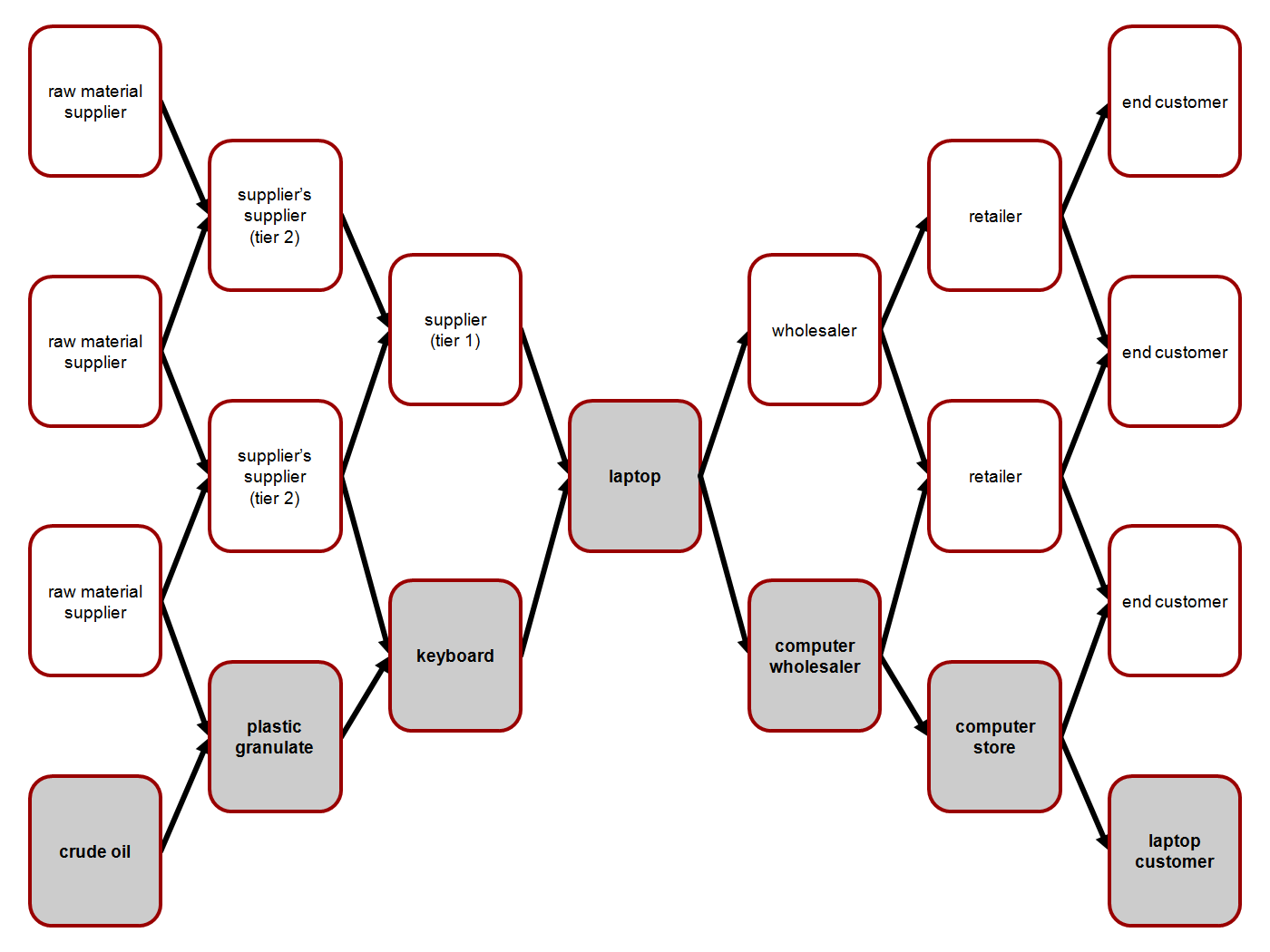
Exemple de chaîne de production : ici, l'assemblage d'un ordinateur portable.

La gestion des risques de la chaîne logistique est définie comme la mise en œuvre de stratégies visant à gérer à la fois les risques quotidiens et  les risques exceptionnels tout au long de la chaîne d'approvisionnement. Cette méthode est basée sur l'évaluation continue des risques avec pour objectif de réduire la vulnérabilité et assurer la continuité.

## Gestion des risques dans les chaînes logistiques
La planification sous incertitude par la théorie des possibilités : La chaîne logistique évolue dans un contexte incertain et les problématiques liées aux risques et à l’incertitude y sont vastes, pouvant aller de la gestion des risques à la décision sous risque ou incertitudes.
La gestion des risques et décisions sous risques et incertitudes : Une démarche de gestion des risques dans les chaînes logistiques appelée Supply Chain Risk Management (SCRM) s’intéresse à la proposition d’un processus géneral de gestion des risques.
La chaîne logistique hospitalière : Le risque zéro n’existe pas, ainsi la gestion des risques s’est inscrite comme une composante essentielle de la stratégie d’un système hospitalier. Le risque dans une chaîne logistique se définit par la distribution de la perte résultant de la variation des résultats possibles de la chaîne logistique, de leur probabilité.

## Qu'entend-on par risque de chaine d'approvisionnement?
Deux groupes de risques mondiaux peuvent être distingués: les risques de l'environnement macroéconomique, qui incluent les risques d'une chaine d'approvisionnement étendu, et ces derniers incluent également les risques opérationnels[source insuffisante].
Les risques macro-environnementaux affectent l'ensemble de la chaîne d'approvisionnement. Ce sont les crises économiques, les restrictions à l'approvisionnement en matières premières, l'instabilité politique, les nouvelles exigences législatives, les catastrophes naturelles.
Les risques liés à l'extension de la chaîne d'approvisionnement c'est les risques des fournisseurs et de leurs sous-traitants, les risques des entreprises fournissant des services d'externalisation et les risques des consommateurs.
Risque opérationnel(dans notre propre chaîne d'approvisionnement) c'est les risques liés à la planification, aux achats, à la fabrication, à la sortie de nouveaux produits et à la livraison.
Risques fonctionnels c'est les risques d'aisance juridique, d'assistance fiscale, de sélection du personnel et de support informatique médiocre.
Et plus la chaîne d'approvisionnement est complexe, plus les risques doivent être pris en compte lors de sa gestion:
-dépendance aux matières premières et aux prestataires de services (comme la logistique); -dépendance aux infrastructures ;
-temps pour répondre aux interruptions de la chaîne d'approvisionnement étendue